# Buky u Vysokého Chvojna
Buky u Vysokého Chvojna este o arie protejată (arie specială de conservare — SAC, sit de importanță comunitară — SCI) din Republica Cehă întinsă pe o suprafață de 29,53 ha, integral pe uscat.

## Localizare
Centrul sitului Buky u Vysokého Chvojna este situat la coordonatele 50°08′12″N 15°59′33″E / 50.136667°N 15.9925°E.

## Înființare
Situl Buky u Vysokého Chvojna a fost declarat sit de importanță comunitară în aprilie 2005 pentru a proteja 1 specie de animale. Situl a fost protejat și ca arie specială de conservare în ianuarie 2014.

## Biodiversitate
Situată în ecoregiunea continentală, aria protejată nu include niciun habitat protejat.
La baza desemnării sitului se află o specie protejată de  nevertebrate: Osmoderma eremita.